# Eduard Strauch
Eduard Strauch (17 août 1906, Essen – 15 septembre 1955, Uccle) était un SS-Obersturmbannführer. Commandant de l’Einsatzkommando 2 de l’Einzastgruppe A, il dirige ensuite  la Sicherheitspolizei) et le Sicherheitsdienst en Biélorussie, puis en Belgique. En octobre 1944, il est versé dans la Waffen-SS.

## Ghetto de Minsk
C'est le chef de la Police de Sécurité Eduard Strauch qui organisa le massacre de fin juillet 1942 dans le Ghetto de Minsk. Wilhelm Kube était le Gauleiter de la Biélorussie occupée. Eduard Strauch dénonçait Wilhelm Kube dès que celui-ci faisait montre du moindre geste "amical" vis-à-vis des Juifs. Il le jugeait sans autorité et entouré de débauchés corrompus et ne manquait pas de le signaler à Heydrich. Strauch est aussi le principal responsable du camp de Maly Trostenets

## Ghetto de Sloutsk
Le 5 février 1943, le chef de la police de sécurité et du SD de Minsk l'Obersturmbannführer SS Eduard Strauch signa le décret de liquidation du ghetto de Sloutsk en Biélorussie. Il l'organisa ensuite méticuleusement, alors que l'opération (« Aktion ») précédente dans ce ghetto en 1941 s'était déroulée dans le plus grand désordre. Il rassembla plusieurs douzaines d'officiers SS et leurs hommes, ainsi que la police régulière de la sécurité. Une compagnie de volontaires militaires lettons prit part aux exterminations des Juifs du ghetto,  .

## Mort
Condamné à mort pour crimes contre l’humanité, il meurt dans un hôpital bruxellois alors qu’il est détenu en Belgique.

### Source
- (en) Cet article est partiellement ou en totalité issu de l’article de Wikipédia en anglais intitulé « Eduard Strauch » (voir la liste des auteurs).